# Karl von Spruner

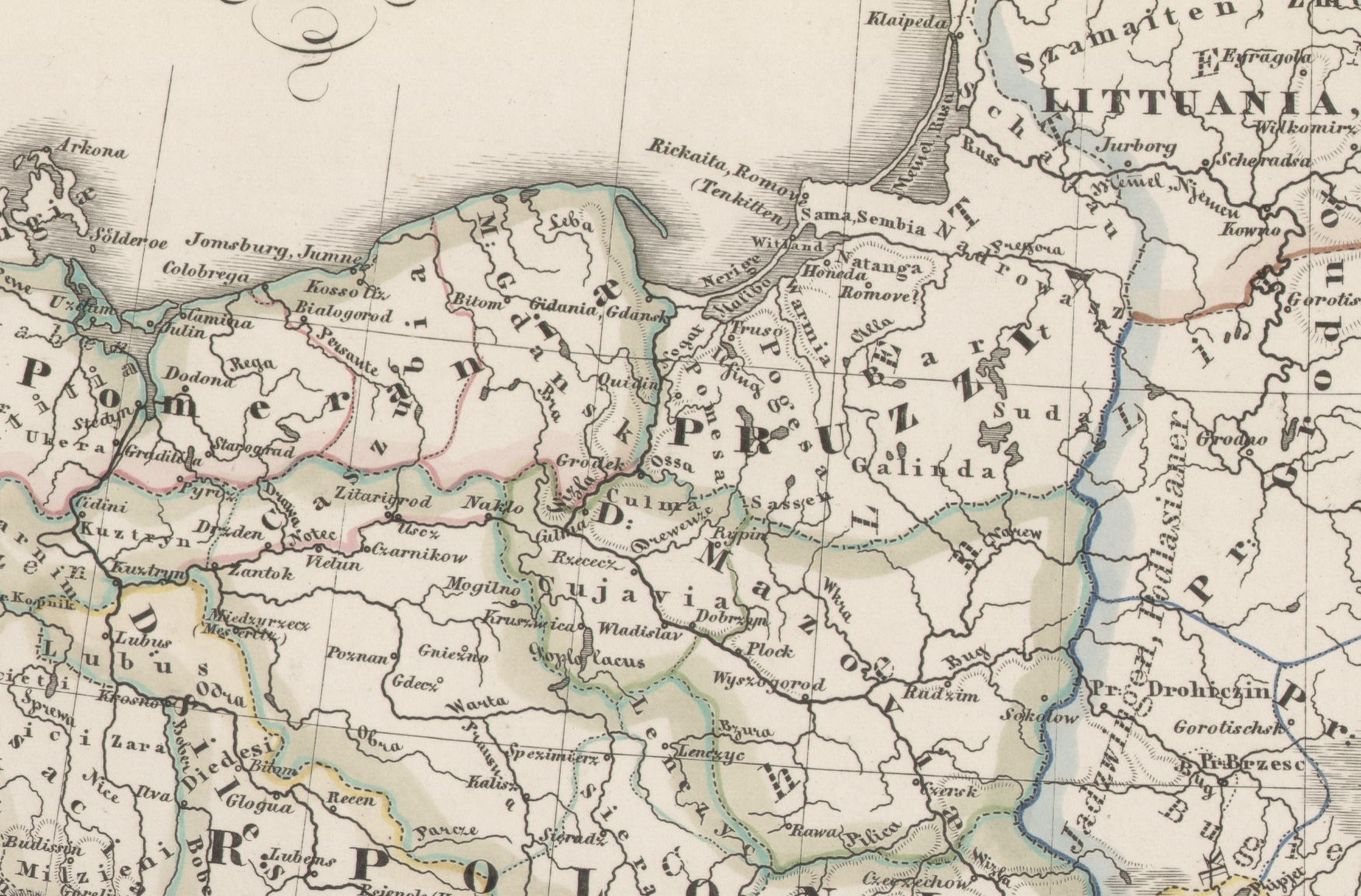
Mapa Karla von Sprunera: Pomorze ludów słowiańskich do 1125

Karl von Spruner lub Karl Spruner von Merz (ur. 15 listopada 1803 w Stuttgarcie, zm. 24 sierpnia 1892 w Monachium), niemiecki kartograf i uczony.
Karl von Spruner spędził większość swojego życia w służbie wojskowej. Dołączył do  armii bawarskiej, w wieku 11 lat (1814), awansowany do rangi porucznika w 1825. Dzięki zwierzchnikom wojskowym w 1852 uzyskał specjalizację z kartografii i tytuł naukowy doktora. W 1855 został awansowany na podpułkownika. Stopień generała uzyskał w 1883. Na emeryturę odszedł w 1886, po 72 latach zawodowej służby wojskowej, w armii bawarskiej.
Karl von Spruner był autorem licznych map kartograficznych, które zostały opublikowane w niemieckich atlasach historycznych. Pierwszym jego dziełem graficznym był (niem.) Historischer Atlas von Bayern (Historyczny atlas Bawarii), opublikowany w 1838. Do jego największych opracowań należy (niem.) Historisch - Geographischer Handatlas (Podręczny atlas historyczno-geograficzny), którego pierwsza edycja ukazała się, w częściach, w latach 1848–1853. Heinrich Theodor Menke, niemiecki kartograf dokonał uzupełnień do jego drugiej i trzeciej edycji.